# El bulevard dels assassins
El bulevard dels assassins (títol original: Boulevard des assassins) és una pel·lícula francesa de Boramy Tioulong estrenada l'any 1982. Ha estat doblada al català.

## Argument
Escriure, escriure. Però Daniel Salmon no està inspirat. Accepta la proposició del seu editor, que li ofereix marxar a la vora de la Mediterrània. El pis d'un altre escriptor és actualment buit, tindrà tot per aprofitar-ho amb la finalitat de trobar les seves idees. Així, Salmon arriba a Lourciez. Hi sent de seguida una impressió estranya. Perquè s'assabenta que una vella dona del seu immoble ha estat assassinada fa poc temps i perquè rep una estranya trucada telefònica d'una certa Régine, trucada destinada de fet al propietari del seu pis. Llavors, seguint el joc, Salmon busca Régine. Sense dubtar que les seves gestions són observades per un cert nombre de persones de la ciutat. Entre els quals Charles Vallorba, l'alcalde, que té al seu voltant tota una banda, que està al corrent d'algunes de les seves activitats que no estimaria veure revelades. Salmon resta a la defensiva. D'altra banda Régine ha estat trobada morta. I el comissari de policia local és víctima d'una curiosa inèrcia. Hélène Mariani, la propietària d'una botiga de moda, és encarregada, per aquest grup, de saber qui és Salmon i què vol aquest. Gràcies a la mare d'Hélène, la seva veïna de replà, i a la filla d'Hélène, Salmon comença a comprendre: la vella senyora de l'immoble posseïa terrenys ambicionades per l'alcalde per una operació immobiliària. Llavors Salmon escriu un article per un periòdic, que arrossega les reaccions de Vallorba que res no atura, ni el suïcidi del seu fill amb la filla d'Hélène, fastiguejats de tantes ignomínies. Hélène ho sap tot però no vol confessar-li a Salmon. Només compta amb Francine, la dona de Vallorba. Però l'alcalde vigila. I Salmon hi deixarà la seva vida.

## Repartiment
- Jean-Louis Trintignant: Daniel Salmon
- Victor Lanoux: Charles Vallorba
- Stéphane Audran: Francine Vallorba
- Marie-France Pisier: Hélène Mariani
- Jean-Pierre Jorris: Lucien Richelmi
- Amélie Gonin: Mathilde
- Francis Lax: Gaspard
- Serge Marquand: Raoul Taffa
- Max Vialle: Jurieux
- Stéphanie Lanoux: Florence
- Jacques Richard: Morel
- Vania Vilers: Gragier
- Michèle Moretti: Catherine Vernier
- Françoise Morhange: Louise Mariani
- Andrée Tainsy: la Sra. Graveline
- Jean-Roger Milo: Ricco
- Bernard Tixier: Ripois
- Jérôme Zucca: Pierre